# Platforma niskokodowa
Platforma niskokodowa (ang. low-code development platform, LCDP) – oprogramowanie umożliwiające budowę aplikacji w sposób wizualny, za pomocą diagramów, grafów czy formularzy z ograniczoną znajomością języków programowania.
Platformy te obecnie są wykorzystywane głównie do projektowania i wdrażania baz danych, interfejsów użytkownika,  projektowania procesów biznesowych i ich automatyzacji. Platformy niskokodowe redukują zaangażowanie tzw. ręcznego kodowania w procesie tworzenia aplikacji.  LCDP ma być rozwiązaniem na globalny problem opisany poniżej:

Według firmy badawczej Gartner do 2021 r. zapotrzebowanie na aplikacje wzrośnie pięć razy szybciej niż możliwości dostarczania ich przez działy IT, ponieważ przybywa im zadań, a liczba zatrudnionych nie rośnie w wystarczającym tempie.

Według Magicznego kwadrantu Gartnera dla LCAP (ang. Gartner’s Magic Quadrant for LCAP) liderami wśród platform niskokodowych w 2023 roku są OutSystems, Mendix, Microsoft PowerApps, Salesforce oraz ServiceNow.

## Krytyka
Istnieją obawy, iż popularyzacja platform niskokodowych może doprowadzić do wzrostu liczby nieobsługiwanych aplikacji tworzonych przez tzw shadow IT.